# Spragueia plumbifimbriata
Spragueia plumbifimbriata là một loài bướm đêm trong họ Noctuidae.